# Augusto Batioja
Augusto Alexi Quintero Batioja (* 16. října 1990, Guayaquil, Ekvádor), zkráceně znám jako Augusto Batioja [augusto batyocha], je ekvádorský fotbalový útočník, který působí v druholigovém klubu FK Viktoria Žižkov.

## Klubová kariéra
Batoja začínal hrál v Ekvádoru na mládežnické úrovni za celky Modelo Sport, Manta FC, LDU Guayaquil a Barcelona SC. V dresech Manta FC a LDU Guayaquil hrál i za dospělé. V létě 2009 odešel do jihovýchodní Evropy, kde hrál za srbské kluby FK Novi Sad, FK Inđija a OFK Beograd. V srpnu 2013 následovala kratičká anabáze v černohorském FK Mladost Podgorica, odkud ještě v témže měsíci putoval do maďarského týmu Diósgyőri VTK, s nímž získal v sezoně 2013/14 prvenství v maďarském ligovém poháru (Ligakupa). V maďarské lize skončil s týmem v sezoně 2013/14 na 5. místě, odehrál celkem 19 zápasů.
V červnu 2014 se objevil na testech v FC Vysočina Jihlava, tip na něj dal vedení českého klubu Jiří Plíšek. Jeho testování však komplikovali administrativní a vízové potíže, takže v červenci přestoupil z Maďarska do srbského prvoligového celku FK Radnički Niš, kde na podzim 2014 odehrál 12 ligových zápasů a dal 1 gól. V lednu 2015 však dostal od Jihlavy novou šanci. Ještě před odletem na soustředění do Turecka podepsal s Vysočinou víceletý kontrakt.